# کارلسون

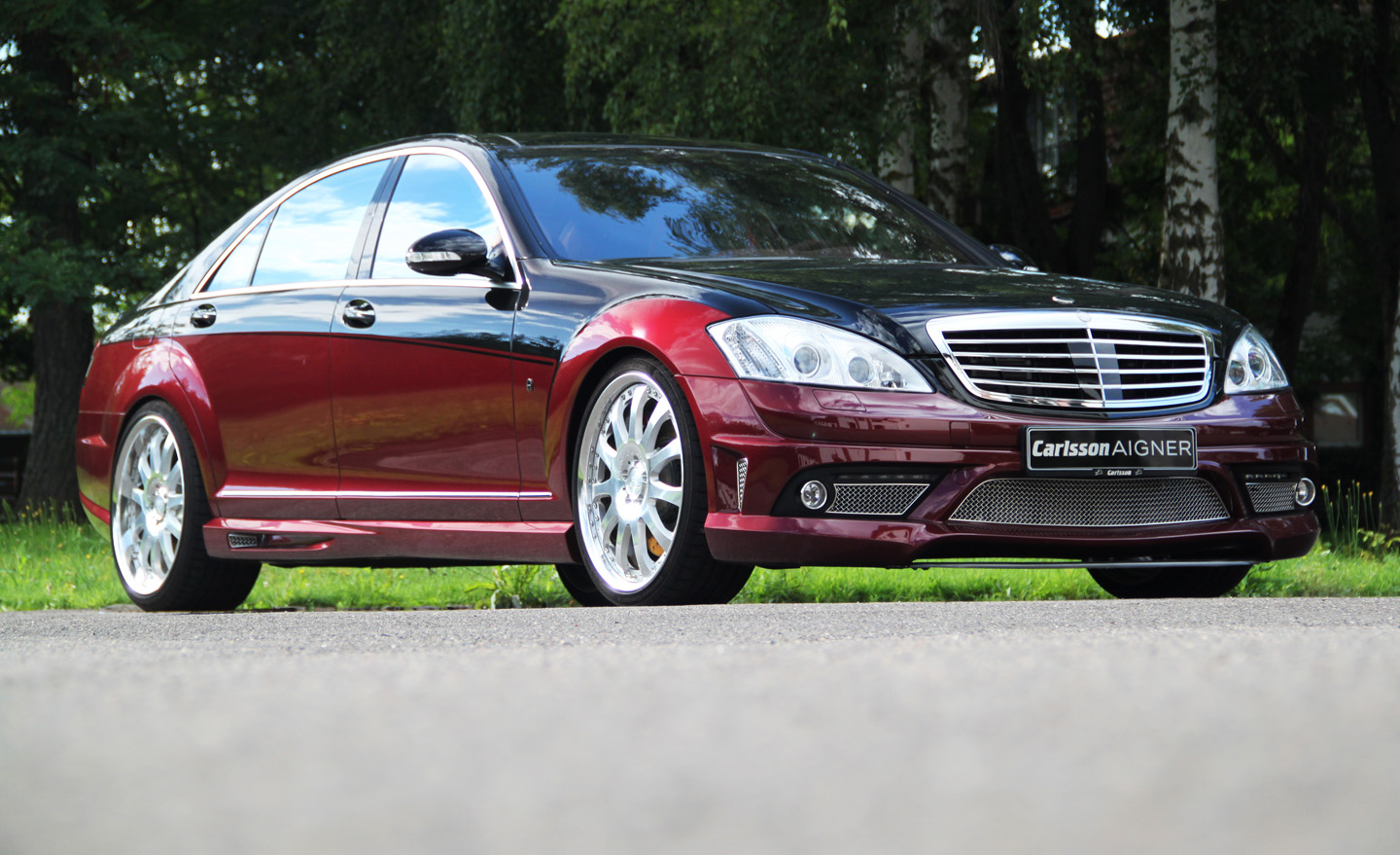
مرسدس-بنز کلاس اس کارلسون

کارلسون، (به آلمانی: Carlsson) شرکت خودروسازی آلمانی است، که در زمینه تیونینگ خودرو و ارائه خدمات پس از فروش مختص محصولات شرکت‌های مرسدس بنز، اسمارت و مایباخ فعالیت می‌نماید. 
شرکت کارلسون در سال ۱۹۸۹ در شهر مرتسیگ، آلمان راه‌اندازی شد. این شرکت در حال حاضر یکی از بزرگترین تیونرهای اتومبیل‌های مرسدس بنز می‌باشد.